# 게이세이 지바역
게이세이 지바 역(일본어: 京成千葉駅)은 일본 지바현 지바시 주오구에 위치한 게이세이 전철 지바 선의 철도역이다. 역 번호는 KS 59이며, 상대식 승강장 2면 2선의 구조를 갖춘 고가역이다.

## 타는 곳
| 1 | 지바 선 | 상행 | 이나게 · 쓰다누마 · 우에노 · 나리타 공항 · 신케이세이 선 방면 |
| 2 | 지바 선 | 하행 | 지바추오 · 지하라다이 방면                                    |

## 이용 현황
| 승차 인원 추이 | 승차 인원 추이     |
| 연도           | 1일 평균 승차 인원 |
| -------------- | ------------------ |
| 2003년         | 11,038             |
| 2004년         | 10,943             |
| 2005년         | 11,009             |
| 2006년         | 11,376             |
| 2007년         | 12,039             |
| 2008년         | 12,318             |
| 2009년         | 12,231             |
| 2010년         | 12,406             |
| 2011년         | 12,237             |
| 2012년         | 12,727             |
| 2013년         | 13,275             |
| 2014년         | 13,235             |

## 역 주변
- JR 동일본 · 지바 도시 모노레일 지바역

## 인접 역
| 게이세이 전철 지바 선              | 게이세이 전철 지바 선 | 게이세이 전철 지바 선        |
| ---------------------------------- | --------------------- | ---------------------------- |
| KS 58 신치바 게이세이쓰다누마 방면 | 게이세이 지바 선      | 지바추오 KS 60 지바추오 방면 |